# Warren Farrell
Warren Farrell (Nueva York, 26 de junio de 1943) es un politólogo, profesor, ensayista y escritor estadounidense, autor de siete libros sobre estudios del varón y de la mujer, algunos de ellos considerados como fundamentales dentro del Masculinismo y el movimiento por los derechos del hombre.
Farrell se dio a conocer en la década de 1970 como partidario del feminismo de la segunda ola; formó parte de la Junta Directiva de la Organización Nacional de Mujeres (NOW) de Nueva York. Farrell aboga por "un movimiento de liberación de género", con "ambos sexos caminando una milla en los mocasines del otro".
Sus libros abarcan la historia, el derecho, la sociología y la política (El mito del poder masculino); la comunicación de las parejas (Las mujeres no pueden oír lo que los hombres no dicen y Reunión de padres e hijos); cuestiones económicas y profesionales (Por qué los hombres ganan más); psicología infantil y custodia de los hijos (Reunión de padres e hijos); y psicología y socialización de los adolescentes a los adultos (Por qué los hombres son como son, El hombre liberado y ¿Discrimina el feminismo a los varones? Un debate). Todos sus libros están relacionados con los estudios sobre hombres y mujeres, incluida su publicación de marzo de 2018 The Boy Crisis.

## Biografía

### Primeros años
Farrell nació en 1943. Es el hermano mayor de los tres hijos de la familia conformada por un padre contador y madre ama de casa. Se crio en Nueva Jersey, donde asistió primer y segundo año la escuela American School of The Hague y luego completó sus estudios en el Midland Park High School y se graduó en 1961.

### Carrera académica
Farrell es licenciado en Ciencias Sociales por la Universidad de Montclair, tiene una maestría de la Universidad de California y un doctorado de la Universidad de Nueva York en Ciencias Políticas.
Enseñó ciencias políticas, estudios de la mujer, psicología, sociología y temas de género y crianza de los hijos en la Facultad de Medicina de la Universidad de California, en San Diego, en el Departamento de Estudios de la Mujer en la San Diego State University, en la California School of Professional Psychology, en la Universidad de Georgetown, Brooklyn College y la Universidad Americana. También enseñó ciencias políticas en la Universidad Rutgers.

### Período feminista
A comienzos de los años 1970, fue un destacado feminista. Formó parte de la Mesa Directiva de la sucursal de Nueva York de la Organización Nacional para las Mujeres (National Organization for Women, NOW). Fue el único hombre en ser elegido tres veces (1971-74) para dicha Mesa Directiva. Durante este período, escribió artículos para el periódico New York Times, era invitado frecuentemente a Today Show, aparecía en People y en medios internacionales.
Unos años después, dejó NOW frustrado por la misandria e indiferencia de las feministas hacia los problemas de los hombres.

### Período post-feminista
Farrell afirma que desde que abandonó el NOW y su visión netamente feminista, dejó de recibir invitaciones a dar conferencias o participar de programas de televisión como recibía antes. A partir de allí, comenzó a publicar libros.

#### El varón liberado
The liberated man, publicado en 1974, es su primer libro y fue el comienzo del desarrollo de correlatos para el hombre de las experiencias femeninas. Por ejemplo, al sentimiento de las mujeres de ser "objeto sexual" (sex object), Farrell le asoció la experiencia del hombre de ser "objeto de éxito" (success object).

#### ¿Por qué los varones son como son?
Mientras formó parte de grupos feministas y a lo largo de la década de 1980, Farrell pudo escuchar el enojo y los planteos de las mujeres y escribió en 1988 Por qué los varones son como son (Why men are the way they are) en respuesta a esos planteos.

#### El mito del poder masculino
¿Nos han engañado las feministas? Sí. ¿Es culpa de las feministas? No. ¿Por qué no? Porque los varones no han alzado su voz. Y las mujeres no pueden escuchar lo que hacen los hombres no dicen.
The Myth Of Male Power. p. 6.

El mito del poder masculino fue el libro con el cual buscó redefinir los conceptos de poder masculino y poder femenino. Farrell definió poder como "control sobre la propia vida", diciendo que "el hombre aprende a definir poder como ligado a una obligación de ganar dinero que otra persona gasta mientras ellos mueren temprano". De esta forma, éste se convirtió en uno de sus libros más destacados y se lo considera de importancia en los estudios del hombre. Publicado por primera vez en Estados Unidos en 1993 y luego, una versión revisada y ampliada, en Inglaterra en 1994.

#### La reunión del padre y el hijo

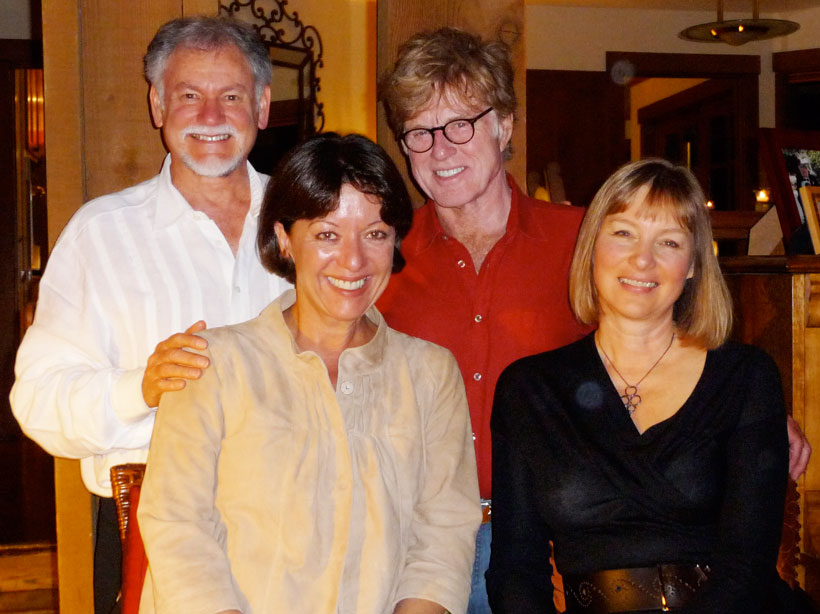
Farrell junto a Robert Redford, Sibylle Szaggars y Liz Dowling.

Farrell publicó en 2001 Father and Child Reunion, libro sobre los derechos de los padres divorciados, los casos de niños custodia y la relación padre-hijo en general.
En 2003 fue candidato a gobernador de California y llevó el reclamo por una custodia compartida como parte de su plataforma política.

#### ¿Por qué los varones ganan más?
En el 2005, se publicó Por qué los varones ganan más: La verdad detrás de la brecha salarial- y qué pueden hacer las mujeres (Why Men Earn More: The Startling Truth Behind the Pay Gap—and What Women Can Do About It)., un libro en el que se propone examinar el tema de la brecha salarial (pay gap en inglés). Se exponen diferencias entre varones y mujeres a la hora de elegir un trabajo y enumera veinticinco cosas que las mujeres pueden hacer para ganar más dinero en sus trabajos. Ejemplos son:
- De entre los trabajos de poca formación, realizar aquellos que exponen a la persona al calor, nieve y demás, en lugar de aquellos que se desarrollan en interiores y a resguardo. Da el ejemplo del empleado de la empresa de transportes de carga de FedEx versus el de una recepcionista de oficina.[10]
- Trabajar horas extras.[11]
- Estar dispuesto a trasladarse - especialmente a lugares indeseables y según elija la empresa.[12]

Lo más común para el hombre es buscar ganar más, mientras que las mujeres tienden a priorizar una vida más equilibrada. Concluye así que el camino a un salario alto tiene su precio y que en los casos en que la mujer estuviera dispuesta a implementar esos cambios en su trabajo, desaparecería la brecha salarial. Concluye que, dado que es mejor optar por una vida más equilibrada, debería ser el hombre el que imitase a la mujer.
El libro cuenta con prólogo de Karen DeCrow, quien fue presidente de la National Organization for Women (NOW) entre 1974 y 1977.

#### ¿Discrimina el feminismo a los varones? Un debate
Publicado por Oxford University Press en 2008, es un libro de debate que tiene como coautor al feminista James Sterba. Farrell pensó que los estudios de géneros en las universidades raramente incluían al género masculino, excepto para demonizarlo. Este libro intenta incorporar una perspectiva positiva sobre los hombres en los estudios de género que las universidades realizan, e incluye refutaciones a algunos planteamientos feministas.

## Obra
Farrell es autor de ocho libros relacionados principalmente a temas como la economía, sociología y el trabajo (¿Por qué los varones ganan más?, El mito del poder masculino); las relaciones familiares y de pareja, autoridad parental y psicología evolutiva (Women Can't Hear What Men Don't Say, Father and Child Reunion); etc.
| Título original                                                                           | Traducción | Año  | ISBN           |
| ----------------------------------------------------------------------------------------- | --- | ---- | -------------- |
| The Liberated Man                                                                         | El varón liberado | 1974 | 0-425-13680-9  |
| Why men are the way they are: The Male-Female Dynamic                                     | ¿Por qué los varones son como son?                                                                                               | 1988 | 0-425-11094-X  |
| The myth of male power: Why Men Are The Disposable Sex                                    | El mito del poder masculino | 1993 | 0-425-18144-8  |
| Women Can't Hear What Men Don't Say: Destroying Myths, Creating Love                      | Las mujeres no pueden oír lo que los varones no dicen                                                                            | 2000 | 1-58542-061-1  |
| Father and Child Reunion                                                                  | Reunión del padre y el hijo | 2001 | 1-58542-075-1  |
| Why Men Earn More: The Startling Truth Behind The Pay Gap--And What Women Can Do About It | ¿Por qué los varones ganan más?: La sorprendente verdad detrás de la brecha salarial--Y qué pueden las mujeres hacer al respecto | 2005 | 0-8144-7210-9  |
| Does feminism discriminate against men?: A debate                                         | ¿Discrimina el feminismo a los varones? Un debate                                                                                | 2007 | 978-0195312836 |
| The Boy Crisis: Why Our Boys Are Struggling and What We Can Do About It.                  | | 2018 | 978-1942952718 |